# 陈同生
陈同生（1906年—1968年），笔名农菲，曾用名张翰君、陈农非，男，四川营山人，生于湖南常德，中国政治人物，曾任上海第一医学院院长，中共上海市委统战部部长，上海市政协副主席。